# 吉田尚正
吉田 尚正（よしだ なおまさ、1960年10月26日 - ）は、日本の警察官僚。第94代警視総監。

## 人物
広島県出身。灘高等学校在学時（1978年8月）に『クイズグランプリ』の高校生大会に出場。宮崎県警本部長時代は宮崎県官製談合事件の捜査を、警視庁刑事部長時代はオウム特別手配犯の高橋克也逮捕やパソコン遠隔操作事件及び黒子のバスケ脅迫事件の捜査を指揮した。福岡県警本部長時代には指定暴力団工藤会の壊滅作戦として野村悟脱税事件や元警部銃撃事件の捜査を指揮した。
2022年7月中旬宮内庁御用掛に着任した。着任にあたっては山積する皇嗣家の諸問題に対処するために他の社外取締役などを全て辞して、専任で就任している。

## 経歴
- 灘高等学校、東京大学法学部卒業
- 1983年 - 警察庁入庁、大阪府西成警察署
- 1984年 - 警察庁交通局交通企画課
- 1989年 - 西独フライブルグ大学修士（法律学）
- 1989年 - 北海道警察本部刑事部捜査第二課長
- 1991年 - 警察庁警備局外事第一課課長補佐
- 1992年 - 警察庁警務局人事課課長補佐
- 1995年 - 在アメリカ日本国大使館一等書記官
- 1998年 - 警察庁長官官房総務課理事官
- 2000年 - 警視庁公安部公安総務課長
- 2002年 - 警察庁長官官房総務課企画官
- 2004年8月 - 警察庁刑事局組織犯罪対策部暴力団対策課長
- 2006年4月19日 - 宮崎県警察本部長
- 2007年7月24日 - 警察庁警備局警備課長
- 2008年7月31日 - 警察庁刑事局捜査第一課長
- 2009年9月16日 - 内閣総理大臣秘書官事務取扱(鳩山由紀夫首相)
- 2010年6月8日 - 警察庁警備局警備企画課長
- 2011年10月18日 - 警視庁刑事部長
- 2014年1月10日 - 警察庁長官官房付
- 2014年1月28日 - 警察庁長官官房首席監察官
- 2015年1月23日 - 福岡県警察本部長（工藤會壊滅作戦を指揮）
- 2016年8月10日 - 警察庁刑事局長
- 2017年9月15日 - 警視総監[4]
- 2018年9月13日 - 退官
- 2018年9月14日 - トヨタ自動車株式会社顧問[5]
- 2019年6月 - 公益財団法人アジア刑政財団理事
- 2020年4月1日 -  四季株式会社顧問[6]
- 2020年9月4日 - 株式会社インフォメーション・ディベロプメント社外取締役[6]、トヨタ自動車株式会社アドバイザー[7]
- 2022年7月 - 宮内庁御用掛[8]
- 2024年2月1日 - 皇嗣職大夫[8]